# Saint-Gilles-les-Forêts
 Saint-Gilles-les-Forêts  (en occitano Sent Geris) es una población y comuna francesa, situada en la región de Lemosín, departamento de Alto Vienne, en el distrito de Limoges y cantón de Châteauneuf-la-Forêt.

## Demografía
| 129 | 93 | 78 | 73 | 60 | 55 | 54 |
| Para los censos de 1962 a 1999 la población legal corresponde a la población sin duplicidades (Fuente: INSEE [Consultar]) |    |    |    |    |    |    |